# 河南省人民代表大会常务委员会
河南省人民代表大会常务委员会（简称河南省人大常委会）是河南省人民代表大会的常设机关，对河南省人民代表大会负责并报告工作。常务委员会由主任、副主任若干人，秘书长、委员若干人组成。这些组成人员由河南省人民代表大会从河南省人民代表大会的代表中选举产生。

## 历史沿革
中华人民共和国1954年宪法及地方组织法并未规定设置省级人大的常务机关。
1979年7月，第五届全国人民代表大会第二次会议通过《关于修正中华人民共和国宪法若干规定的决议》，其中规定：“县和县以上地方各级人民代表大会设立常务委员会，它是本级人民代表大会的常设机关”。1979年9月13日至19日，河南省第五届人民代表大会第二次会议召开，选举产生常务委员会。

## 主要职责
1. 根据省内具体情况和实际需要，在不同宪法、法律、行政法规相抵触的前提下，制定、修改、废止地方性法规，批准设区的市的人民代表大会及其常务委员会通过的地方性法规和民族自治地方人民代表大会通过的自治条例、单行条例；
2. 保证宪法、法律、行政法规和全国人民代表大会及其常务委员会决议在本省行政区域内的遵守和执行；
3. 领导或者主持省人民代表大会代表的选举，召集省人民代表大会会议；
4. 监督省人民政府、省监察委员会、省高级人民法院、省人民检察院的工作，联系省人民代表大会代表，受理人民群众对上述机关和国家工作人员的申诉和意见；
5. 依法任免省人大及其常委会有关人员，依照法律规定的权限决定国家机关工作人员的任免；
6. 宪法和法律赋予的其他职权。

## 机构设置
- 办公厅
  - 秘书处
  - 人事教育处
  - 行政处
  - 接待处
  - 保卫处
  - 机关党委
  - 离退休干部处
  - 办公厅研究室（副厅级）
  - 办公厅信访办
- 法制工作委员会
- 财政经济预算工作委员会
- 教育科学文化卫生工作委员会
- 农村工作委员会
- 选举任免代表联络工作委员会
- 监察和司法工作委员会
- 民族侨务工作委员会和外事工作委员会
- 环境与资源工作委员会

直属单位
- 《人大建设》杂志社
- 河南宾馆
- 河南省人大常委会机关办公楼管理中心
- 河南省人大常委会办公厅信息技术中心

## 历届组成人员

### 第五届
- 任期：1979年9月－1983年4月
- 主任：胡立教（1980年11月调离） → 刘杰（1981年12月补选）
- 副主任：乔明甫（1981年5月调离）、刘名榜、王全国、霍秉权、邵文杰、叶仁寿、李赋都、于一川（1980年11月补选）、马瑞华（1982年8月增选）、陈冰之（1981年12月增选）、王培育（1981年12月增选）、郝福鸿（1981年12月增选）、范濂（1981年12月增选）
- 秘书长：邵文杰（兼）

### 第六届
- 任期：1983年4月－1988年1月
- 主任：赵文甫（1985年5月辞职） → 张树德（1985年5月当选）
- 副主任：张树德、郭坦（1985年5月补选）、刘名榜、李赋都、岳肖峡（1985年5月补选）、马瑞华、邵文杰（1985年5月辞职）、林晓（1985年5月补选）、纪涵星（1985年5月补选）、吴绍骙、丁石、陈冰之（1985年5月辞职）、王培育（1986年5月辞职）、郭培鋆、范濂
- 秘书长：丁石（兼） → 佀志广（1984年9月任）

### 第七届
- 任期：1988年1月－1993年4月
- 主任：张树德 → 杨析综（1989年4月当选，1992年12月调离）
- 副主任：林晓、纪涵星、张志刚（1991年3月当选）、侯志英（1989年4月当选）、吴绍骙、郭培鋆、范濂、胡廷积、赵文隆
- 秘书长：佀志广（1990年6月调离） → 王宏范（1991年3月当选）

### 第八届
- 任期：1993年4月－1998年1月
- 主任：李长春
- 副主任：张志刚、刘广祥、范濂、胡廷积、侯志英、秦科才、钟力生、王宏范、宋国臣（1995年2月增选）、张德广（1996年2月增选）、马宪章（1996年2月增选）、张文彬（1996年2月增选，1996年7月辞任）
- 秘书长：王宏范（1996年1月辞任） → 王银忠（1996年2月补选）

### 第九届
- 任期：1988年1月－2003年1月
- 主任：任克礼
- 副主任：郑增茂（2000年1月增选）、张德广、马宪章、钟力生、张世英、俞家骅、亢崇仁、李长铎、袁祖亮、王有杰（2001年2月增选）
- 秘书长：王银忠（2000年1月辞任） → 杜耀敏（2000年1月补选）

### 第十届
- 任期：2003年1月－2008年1月
- 主任：李克强（2005年1月辞任） → 徐光春（2005年1月补选）
- 副主任：王有杰（2005年7月辞任[2]）、李长铎（2007年1月辞任）、王明义（2006年1月增选）、李柏拴（2007年1月增选）、张世军（2006年1月增选）、袁祖亮、李志斌、张以祥、夏清成、李中央、吴全智、贾连朝（2006年1月增选）
- 秘书长：顾志平（2006年1月辞任） → 张程锋（2006年1月补选）

### 第十一届
- 任期：2008年1月－2013年1月
- 主任：徐光春（2010年1月辞任） → 卢展工（2010年1月当选[3]）
- 副主任：曹维新（2011年1月补选）、李柏拴（2011年1月辞任[4]）、王菊梅、王文超（2010年1月增选[5]）、刘怀廉（2012年1月补选）、李新民（2012年1月补选）、刘新民、张程锋、铁代生、储亚平、蒋笃运（2011年1月补选）
- 秘书长：连子恒

### 第十二届
- 任期：2013年1月－2018年1月
- 主任：卢展工（2013年3月辞任[6]） → 郭庚茂（2013年4月当选[7]，2016年4月辞任[8]） → 谢伏瞻（2016年4月当选[9]）
- 副主任：秦玉海（2014年12月被免职）、张大卫（2016年1月离任）、储亚平、蒋笃运、王保存、李文慧（2015年1月辞任，2017年1月当选）、刘春良（2014年1月当选[10]）、段喜中（2015年2月补选）、刘满仓（2016年1月当选）、赵建才（2017年1月当选[11]）
- 秘书长：张启生（2017年1月离任） → 丁巍（2017年1月当选）[12]

### 第十三届
- 任期：2018年1月－2023年1月－
- 主任：谢伏瞻（2019年1月辞任[13]） → 王国生（2019年1月补选至2021年6月辞任） → 楼阳生（2021年6月补选）
- 副主任：赵素萍（2019年1月补选，2022年1月辞任）、李文慧（2021年1月辞任）、马懿（2019年1月补选）、徐济超、王铁（2018年11月免职）、王保存（2021年1月辞任）、张维宁（2022年1月辞任）、乔新江、李公乐（2021年1月补选）、孔昌生（2022年1月补选[14]）、李亚（2022年1月补选[14]）、穆为民（2022年1月补选[14]）
- 秘书长：丁巍（2020年6月辞任[15]） → 吉炳伟（2021年1月补选）

### 第十四届
- 任期：2023年1月－
- 主任：楼阳生（2021年6月补选，2025年1月辞任）） → 刘宁 (1962年)（2025年1月补选）
- 副主任：李亞（党组书记）、何金平、李公樂 (1962年)（兼省总工会主席）、劉南昌、張建慧、蘇曉紅（無黨派人士）、江凌（2025年1月补选）、陳星 (1965年)（2025年1月补选）
- 秘书长：吉炳伟